# László Papp (zápasník)
László Papp (4. ledna 1905, Szentes - 28. ledna 1989) byl maďarský zápasník, věnující se oběma stylům. V roce 1928 vybojoval stříbrnou medaili na olympiádě v Amsterodamu v řecko-římském zápasu ve střední váze.
V roce 1927 vybojoval zlatou a v letech 1925 a 1934 stříbrnou medaili na mistrovství Evropy v zápase řecko-římském. V roce 1933 vybojoval titul mistra Evropy ve volném stylu.